# Shibori

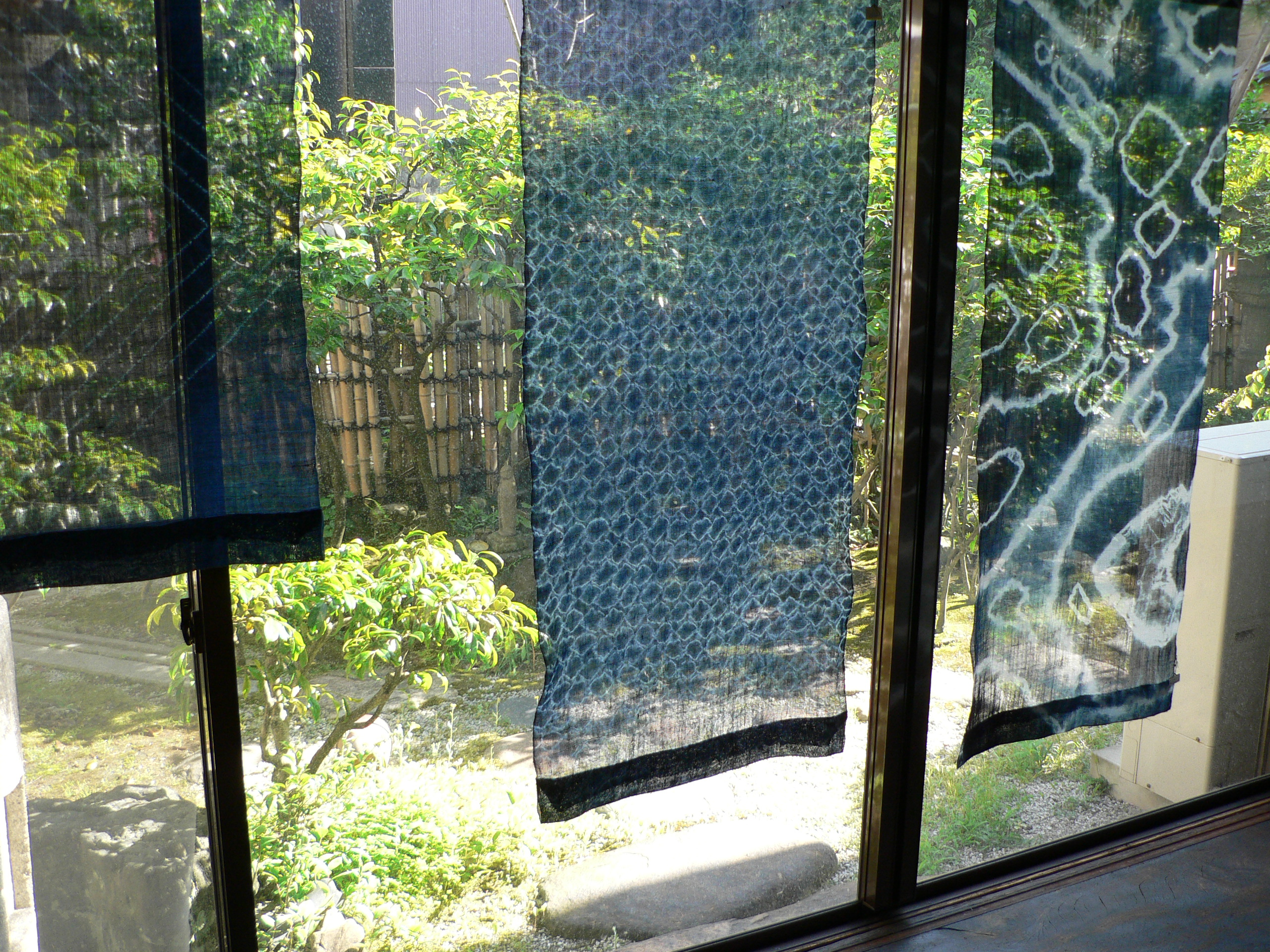
Du shibori sur des panneaux.

Le shibori est une technique japonaise de teinture à réserve par ligature sur tissu. Elle est aussi connue sous les termes de « tie and dye » ou de « renoué ».

## Histoire
Au Japon, le plus ancien tissu teint en utilisant une technique shibori date du VIIIe siècle ; il apparaît dans les biens donnés par l’empereur Shōmu au temple Tōdai-ji à Nara.
Jusqu’au XXe siècle, peu de tissus et de teintures étaient largement utilisés au Japon. Il s’agissait notamment de soie et de chanvre, et plus tardivement de coton, teints généralement avec de l’indigo, et plus rarement avec de la garance ou de la betterave. Le shibori et d’autres techniques textiles japonaises comme le tsutsugaki s’appliquent à ces tissus et matériaux.

## Techniques
Il existe plusieurs techniques pour nouer, coudre, tordre ou bloquer du tissu avant de le teindre, qui produisent différents types de motifs caractéristiques du shibori. Chaque méthode permet d’obtenir un résultat différent, mais est mieux adaptée à certains tissus. La technique utilisée pour un ouvrage précis dépend ainsi du résultat souhaité, mais aussi de l’étoffe à teindre. Plusieurs techniques peuvent aussi être utilisées ensemble ou successivement, pour obtenir des résultats plus complexes et élaborés,.

### Kanoko shibori

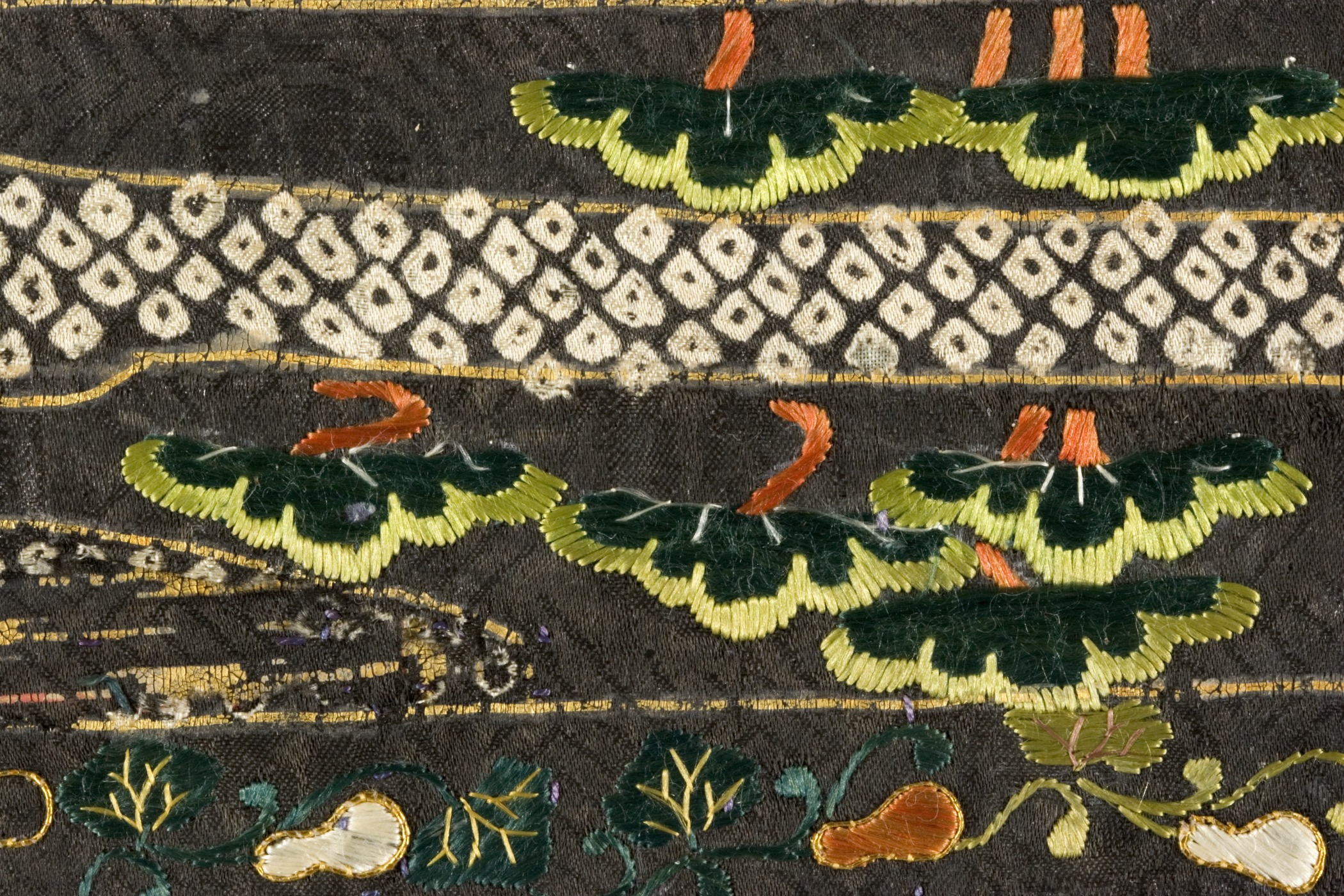
Exemple d’un manteau de prêtre bouddhiste : les petits cercles blancs ont été obtenus par kanoko shibori.

Cette méthode correspond au tie-dye occidental, ou teinture par nouage. Il s’agit de nouer certaines parties du tissu pour obtenir le motif désiré, traditionnellement avec du fil. Le motif dépend du serrage des nœuds, et de leur position. Si des parties séparées et choisies aléatoirement du tissu sont nouées, le motif obtenu représentera des cercles aléatoires. Si le tissu est plié avant d’être noué, les cercles obtenus seront disposés selon un motif dépendant des plis préalables.

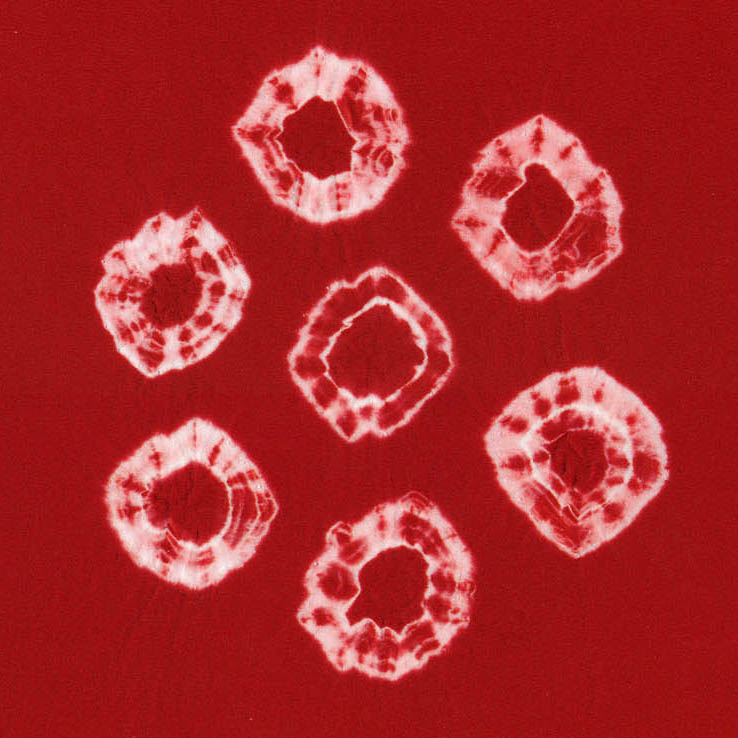
Ne-maki shibori sur de la soie.

Le ne-maki shibori est une variante, où le tissu est noué autour de billes ou de petits cailloux.

### Miura shibori
Le tissu est attaché par des boucles de fil : pour cela, on utilise une aiguille munie d’un crochet pour pincer le tissu, et enrouler une boucle de fil autour. Le fil n’est pas noué, et seule la tension appliquée maintient les parties de tissu. Le résultat présente des motifs légers, comme aquatiques. Comme aucun nœud n’est utilisé, la facilité d’utilisation de cette technique fait qu’elle est assez répandue.

### Kumo shibori
Cette technique se base sur le plissage fin et régulier du tissu. Celui-ci est ensuite attaché étroitement. Le motif résultant présente des lignes très fines, semblables à une toile d’araignée. L’exécution doit être très précise pour obtenir un bon résultat.

### Nui shibori
Un fil est passé au point lancé lâche dans le tissu, puis resserré très fortement. La tension est essentielle pour un bon résultat. Chaque fil est ensuite noué avant le bain de teinture. Cette méthode permet d’obtenir des motifs mieux contrôlés et plus variés, mais elle est aussi plus longue à exécuter.

### Arashi shibori
Le tissu est enroulé diagonalement autour d’un mât ou d’un bâton, puis fermement maintenu en enroulant un fil autour du mât, enfin, le tissu est tassé le long du mât. On obtient un motif de plissé le long de la diagonale. Arashi est le mot japonais désignant la tempête ; en effet, les motifs diagonaux évoquent la pluie en biais d’une grosse tempête.

### Itajime shibori
Cette technique utilise des pièces de matériau solide pour maintenir le tissu. Traditionnellement, des plaques en bois étaient utilisées, entre lesquelles le tissu est maintenu par des ficelles nouées autour du dispositif. De façon plus moderne, des plaques en matière plastique sont utilisées, maintenues avec des pinces. Les plaques empêchent la teinture d’atteindre le tissu pris à l’intérieur.